# Huernia loeseneriana
Huernia loeseneriana är en oleanderväxtart som beskrevs av Rudolf Schlechter. Huernia loeseneriana ingår i släktet Huernia och familjen oleanderväxter. Inga underarter finns listade i Catalogue of Life.